# Epiphthora nivea
Epiphthora nivea är en fjärilsart som först beskrevs av Alfred Philpott 1930b.  Epiphthora nivea ingår i släktet Epiphthora och familjen stävmalar. Inga underarter finns listade i Catalogue of Life.